# Tenaza

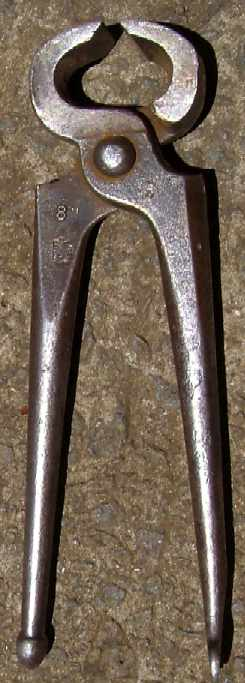
Tenaza.

La tenaza o tenazas es un instrumento de metal, compuesto de dos brazos trabados por un clavillo o eje que permite abrirlos y volverlos a cerrar, que se usa para sujetar fuertemente una cosa, o arrancarla o cortarla. Es una herramienta indispensable en carpintería. Aparte de su uso clásico para quitar los clavos también se utilizan para otros propósitos en el campo del procesamiento del hierro y en carpintería.
Las tenazas se utilizan principalmente para retirar los objetos de un material en el que se ha aplicado anteriormente. Las tenazas, a menudo al rojo vivo, se han utilizado como un instrumento de tortura desde la Antigua Roma o incluso más temprano.

## Descripción
Las tenazas se forman, como de fórceps, por dos brazos metálicos fuertes pivota en un punto más cercano a la boca de agarre que a los mangos. La diferencia característica con respecto a las pinzas está dada por la forma de las mandíbulas, que son en forma de arco de modo que se cierran en la punta que forma una superficie redondeada de gran radio. Los puntas de las bocas son biseladas, con el fin de poder entrar bajo la cabeza de los clavos a extraer, eso se consigue adelgazamiento en el forjado, de manera que pueda deslizarse por debajo de las cabezas de los clavos más difíciles de extraer.
Las pinzas son una herramienta similar con un tipo diferente de cabeza utilizada para apretar, en lugar de cortar y tirar.